# 안동 이천동 삼층석탑
안동 이천동 삼층석탑(安東 泥川洞 三層石塔)은 경상북도 안동시 이천동에 있는 삼층석탑이다. 1979년 1월 25일 경상북도의 유형문화재 제99호로 지정되었다.

## 개요
연미사 뒷쪽으로 난 길을 따라 오르면 이 탑이 보인다. 함께 있는 거대한 석불상(보물 제115호) 뒷편에 흩어 있던 것을 복원해 놓은 것으로, 예전에는 이곳이 연미사의 자리였다고 한다.
탑은 전체의 무게를 받치는 기단(基壇)을 1층으로 두고, 그 위로 3층의 탑신(塔身)을 올렸다. 기단과 탑신의 몸돌은 아무런 꾸밈이 없는 단조로운 모습이며, 지붕돌은 밑면에 4단씩의 받침을 두었고 네 귀퉁이에서 살짝 솟아올라 가벼움을 이끌어내었다.
주위의 자연과 아름다운 조화를 이루고 있는 탑으로, 석불상과 같은 시기인 고려시대의 작품으로 추정된다.

## 사진

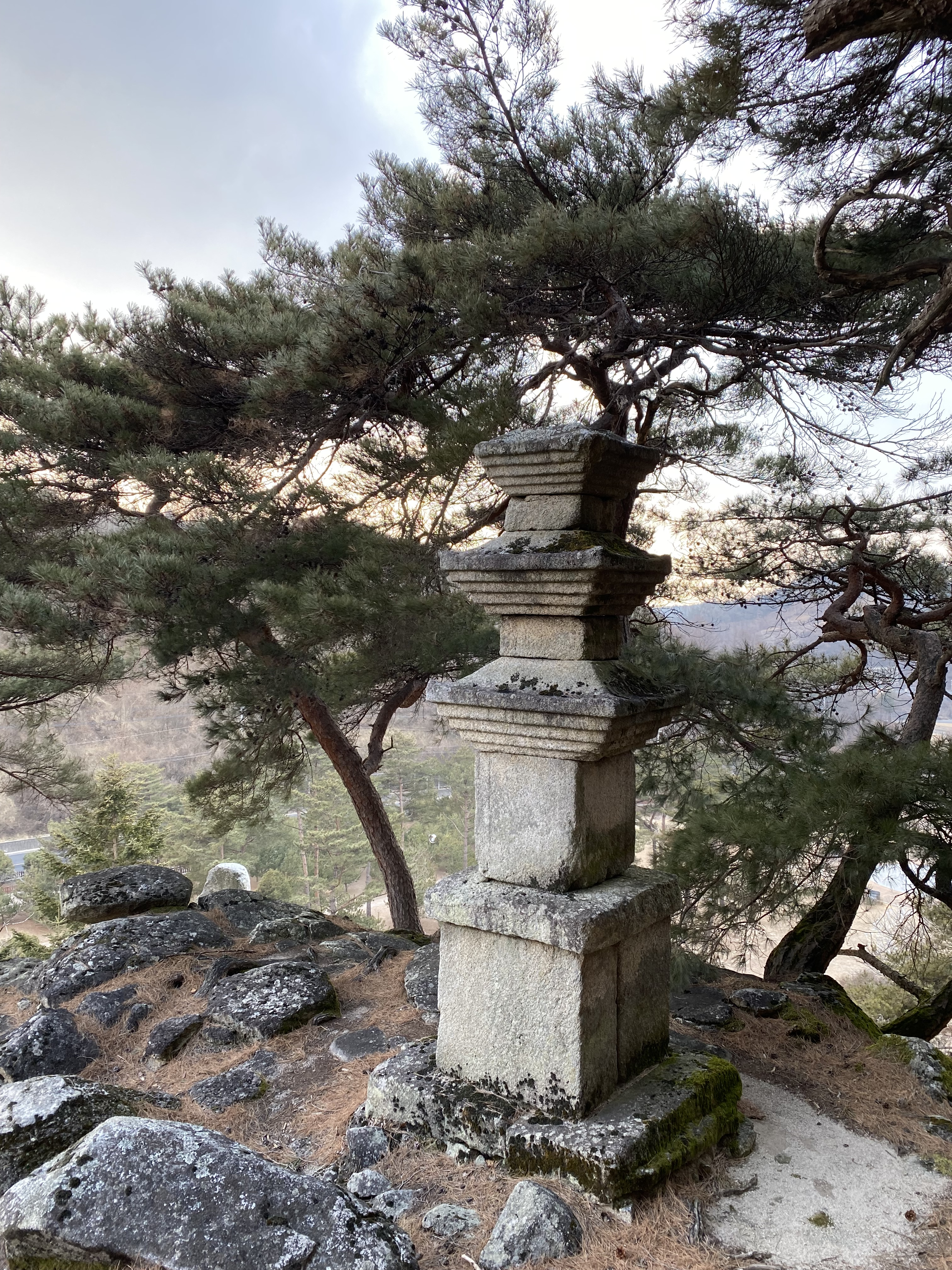
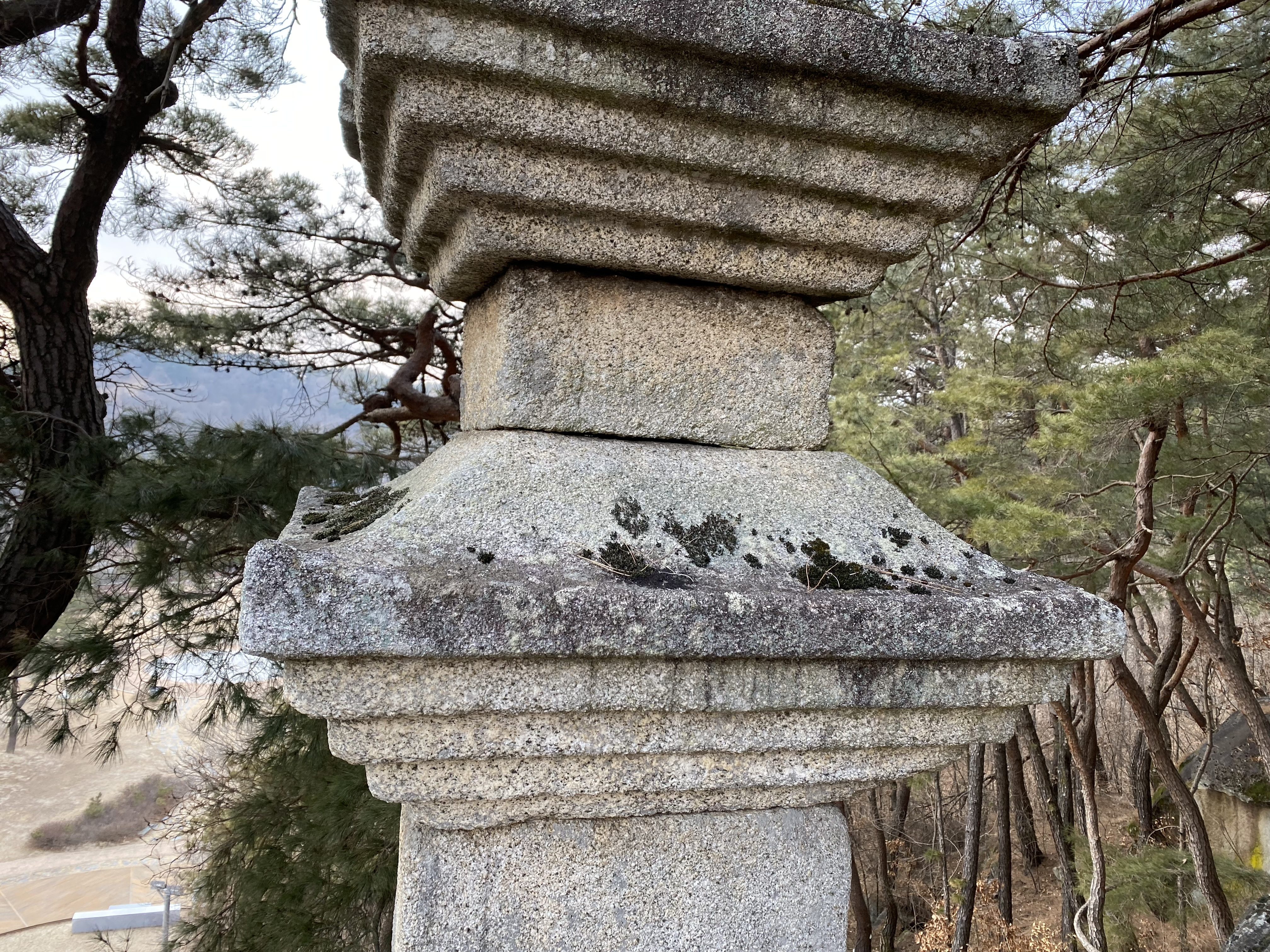
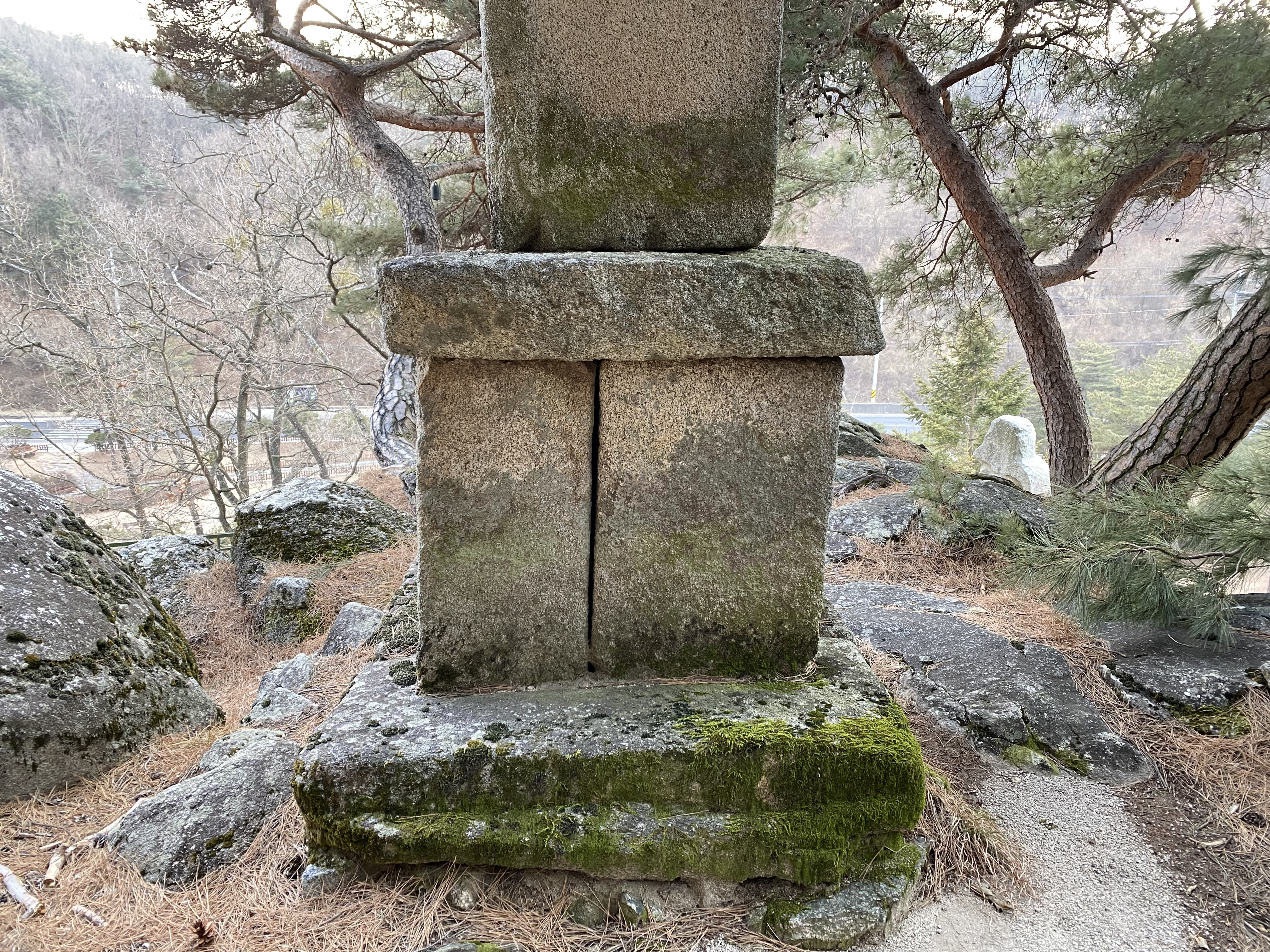
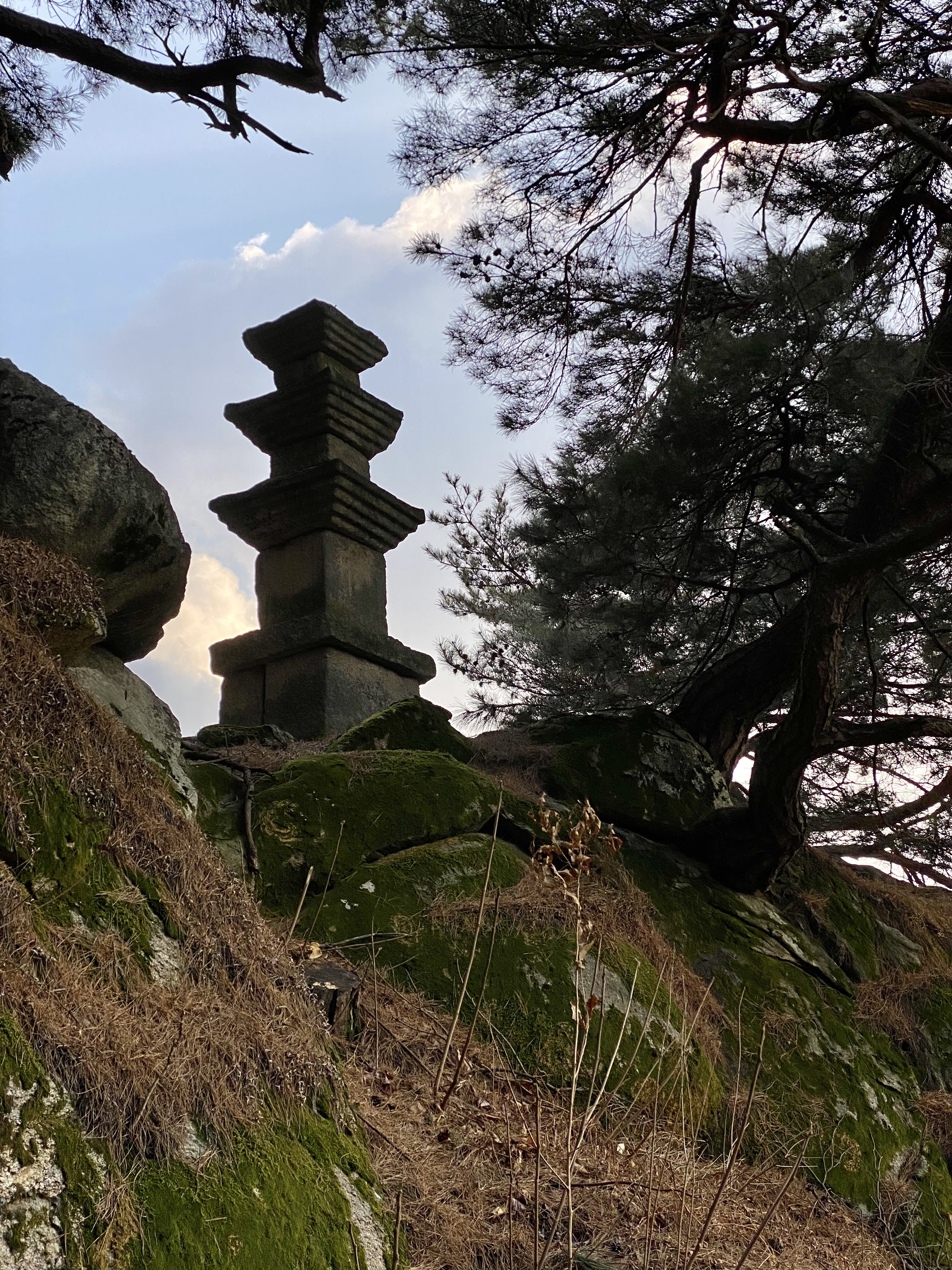

## 같이 보기
- 안동 이천동 마애여래입상 - 보물 제115호

## 참고 문헌
- 안동이천동삼층석탑 - 국가유산청 국가유산포털